# Salva Sevilla
Salvador Sevilla López, detto Salva Sevilla (Berja, 18 marzo 1984), è un calciatore spagnolo, centrocampista svincolato.

## Carriera
Centrocampista centrale, nella stagione 2003-2004 milita in Segunda División nel Poli Ejido. Colleziona 10 presenze e la squadra andalusa evita di poco la retrocessione in Segunda B.
Viene ingaggiato dal Siviglia Atlético, squadra filiale del Sevilla Fútbol Club. Nella stagione 2006-2007, con 29 presenze e 3 gol, allenato da Manuel Jiménez Jiménez, contribuisce al raggiungimento del primo posto in Segunda B, ottenendo la promozione in Segunda. Nella stagione 2007-2008 segna 4 reti in 25 partite.
Nel 2008 viene acquistato dal Salamanca, squadra della Segunda División. Nella prima stagione a Salamanca, allenato da David Amaral, gioca 35 partite e segna sei reti. Nella stagione 2009-2010 realizza 11 gol in 38 partite, diventando il miglior marcatore stagionale del Salamanca.
Nel 2010 passa a titolo definitivo al Real Betis per 200 000 euro firmando un contratto di durata quadriennale .
Conclude la prima stagione in maglia andalusa con 33 presenze impreziosite da 3 reti, raggiungendo il traguardo della promozione in Primera División.
Esordisce in massima serie con la squadra andalusa allenata da Pepe Mel il 27 agosto 2011, partendo da titolare nella partita vinta per 1-0 in casa del Granada CF per poi essere sostituito all'86' da Jonathan Pereira. Il 18 settembre segna il suo primo gol stagionale, nella partita vinta per 3-2 a Bilbao contro l'Athletic Club. Nella partita successiva, giocata allo stadio Benito Villamarín il 22 settembre e vinta per 4-3 contro il Real Saragozza, realizza un altro gol, questa volta su calcio di rigore.

## Palmarès

### Club

#### Competizioni nazionali
- Primera Federación: 1

Deportivo La Coruña: 2023-2024 (gruppo 1)